# مؤلفات ستارغيت الأدبية
مؤلفات ستارغيت الأدبية هي عبارة عن الروايات والأقصوصات في عالم سلسلة ستارغيت الخيالي وتعتمد قصصها على ستارغيت الفيلم الأول أو ستارغيت يونيفرس أو ستارغيت أتلانتس أو ستارغيت إس جي 1 أو أحيانا لا تكون تابعة للمسلسلات وتخلق قصتها الخاصة. أعمال ستارغيت الأدبية لا تتبع دائما القصة الأصلية، وهذا يعود إلى عدم الاتفاق بين الإصدارات الأدبية والمسلسلات، فيجد المؤلفون نفسهم في مشكلة لأنهم لا يعرفون مالذي سيحدث لاحقا في السلسلة.